# 關門捉賊
关门捉贼是兵法三十六计的第二十二计。
原文为：「小敌困之。剥，不利有攸往。」（对于小股敌人可以将他们围住，剥夺围歼。放走他们是极其有害的。）

## 按语
追击盗贼，只要留有盗贼脱逃的机会，他就必然会为了逃走而拼死格斗；如果截断他任何逃脱之路，盜贼就必然会被捉住。所以，对付小股敌人，必须包围歼灭他。如果办不到，就暂时放走不追。

## 典故
齐国对魏国的马陵之战，魏将庞涓中了孙膑的减灶之计，深入险境马陵道，被齐军关了门。齐军万箭齐发，魏军乱成一团，顿时全军溃败。